# Clystea sanctula
Clystea sanctula är en fjärilsart som beskrevs av Paul Dognin 1911. Clystea sanctula ingår i släktet Clystea och familjen björnspinnare. Inga underarter finns listade i Catalogue of Life.